# Альбрехт III (курфюрст Саксонії)
Альбрехт Бідний (1373 , Віттенберг  — не пізніше 12 листопада 1422 або 1422 , Віттенберг ) — 5-й курфюрст Саксонії у 1419—1422 роках (як Альбрехт I) та герцог Саксен-Віттенберзький в 1419—1422 роках (як Альбрехт III).

## Життєпис
Походив з династії Асканіїв, саксен-віттенберзької гілки. Молодший син Венцеля I, курфюрста Саксонії, та Цецилії делла Каррара. Дата народження точна невідома, приблизно між 1375 та 1380 роками. У 1388 році помирає батько, владу успадкував старший брат Рудольф III, який взяв опіку над Альбрехтом.
1419 року після раптової смерті Рудольфа III успадкував Саксонське курфюрство і Саксен-Віттенберзьке герцогство. Країна йому дісталася економічно виснаженою війною. Міг дозволити собі обмежену кількість слуг. Тому він дістав прізвисько «Бідний». У 1420 пошлюбив представницю Сілезьких П'ястів, сподіваючись на гарний посаг.
У спробах збільшити доходи він 1421 року спробував відібрати у міста Віттенберг право стягування податків з ринків, що мало не призвело до повстання городян. Протистояння було вирішено при арбітражі Фрідріха I Гогенцоллерна, курфюрства Бранденбургу.
У 1422 році Альбрехт III з дружиною під час полювання зупинилися в будинку на хуторі Лохау поблизу Аннабургу. Вночі будинок несподівано загорівся, і курфюрсту з дружиною довелося рятуватися через вікно в самій білизні; кілька слуг загинуло у вогні. Курфюрст був настільки вражений тим, що трапилося, що через кілька днів помер у Віттенберзі. Його поховали у францисканській каплиці. Став останнім представником Саксен-Віттенберзьких Асканіїв.
Оскільки він не мав дітей, в 1423 році курфюрство було передано Фрідріху Веттіну, маркграфу Майсенському.

## Родина
Дружина — Офка, донька Конрада III П'яста, князя Олесницького.
Діти: не було